# شمال وجنوب (رواية)
شمال وجنوب رواية لإليزابيث غاسكل، نشرت لأول مرة ككتاب في 1855. يصف عنوان الكتاب الموضوع الأساسي في الرواية عن الفرق الكبير بين الحياة الصناعية في الشمال وحياة الجنوب المترفة.
تعتبر الرواية قصة اجتماعية تعرض الشمال الصناعي وصراعات منتصف القرن التاسع عشر من وجهة نظر امراة اجتماعية من الجنوب.

## حبكة القصة
بطلة القصة «مارجريت هايل»، ابنة رجل دين، تنتقل مع والديها إلى ملتون الصناعية في الشمال بعد تخلي والدها عن منصبه في الكنيسة.
تغير أسلوب الحياة يصعق مارجريت، التي تتعاطف مع العمال الفقراء، وتقع في صراع مع صاحب إحدى المصانع «جون ثورنتون» الذي هو أحد طلبة أبيها. بعد ذلك يقوم العمال بإضراب عن العمل، ويذهبون إلى بين جون ثورنتون ويحاولون ضربه، فتنقذه مارجريت. بعد ذلك يطلب ثورنتون يدها ويعبر لها عن حبه لها ولكن ترفض عرضة للزواج لأنها ترى أن هذا العرض هو مجرد حماية لسمعتها. بعد فترة، يراها مع أخيها الهارب وهي تودعه في محطة القطار فيظن أن الشاب الذي معها هو حبيبها. لذا تظن أنها فقدت حبه، وبذلك تراه بنظرة أخرى وتعجب به.

## شخصيات الرواية
- مارجريت هايل—بطلة الرواية.
- جون ثورنتون—صاحب مصنع قطن وصديق وطالب لوالد مارجريت.
- نيكولاس هيجينز—عامل صناعي وهو صديق لمارجريت. لديه ابنتان بيسي وماري.
- بيسي—ابنة هيجينز. تعاني من مرض خطير بسبب عملها في المصانع.
- السيدة ثورنتون—أم ثورنتون التي لا تحب مارجريت.
- السيد ريتشارد هايل—أب مارجريت، الذي يترك عمله كرجل دين ليصبح مدرس خصوصي في ملتون.
- السيدة ماريا هايل—أم مارجريت، وهي امراة تنحدر من عائلة محترمة من لندن.
- ديكسون—خادمة لدى آل هايل، مخلصة ووفية للسيدة هايل.
- السيد بيل—صديق قديم للسيد هايل وهو عراب مارجريت.
- السيدة شاو—خالة مارجريت وأم ايديث.
- ايديث—ابنة خالة مارجريت وهي متزوجة للكابتن لينكس.
- السيد هنري لينكس—محامي شاب وهو أخ الكابتن لينكس. ترفض مارجريت الزواج منه في بداية القصة.
- فريدريك هايل—أخ مارجريت الوحيد، مهاجر في إسبانيا، متهم ظلما بقتل كابتن في الجيش.

## وصلات خارجية
- شمال و جنوب على موقع الموسوعة البريطانية (الإنجليزية)

- http://www.online-literature.com/elizabeth_gaskell/north-south/
- http://www.19thnovels.com/northandsouth.php